# Dactylorhiza vitosana
Dactylorhiza vitosana är en orkidéart som beskrevs av Helmut Baumann. Dactylorhiza vitosana ingår i Handnyckelsläktet som ingår i familjen orkidéer. Inga underarter finns listade i Catalogue of Life.